# بيرزنوك (فخرود)
بیرزنوك (بالفارسية: پیرزنوک) هي مستوطنة تقع في إيران في قسم فخرود الريفي. يقدر عدد سكانها بـ 67 نسمة بحسب إحصاء 2016.